# سانكتي سبيريتوس (مقاطعة)
سانكتي سبيريتوس (بالإسبانية: Sancti Spíritus) هي مقاطعة من مقاطعات كوبا. من أهم مدنها مدينتي سانكتي سبيريتوس وهي عاصمة المقاطعة و مدينة ترينيداد.
تتميز مناطق هذه المقاطعة جغرافياً بكون ساحلها الجنوبي مسطح ذو منطقة منخفضة بينما في الجزء الغربي من هذه المقاطعة يحتوي على مناطق جبلية.أما في الجانب الشرقي منها فتحتوي على العديد من المستنقعات و أشجار الأيكة الساحلية .
توجد في مقاطعة سانكتي سبيرتوس مناطق محمية مثل خليج بوينا فيستا وحديقة كاغوانيس الوطنية.
وتشتهر مقاطعة سانكتي سبيريتوس في كوبا بوجود أكبر خزان مائي صنعه الإنسان وهو خزان زازا .

## التركيبة السكانية
وصل عدد السكان في هذه المقاطعة في عام 2004 م إلى 463,009 نسمة . و قدرت المساحة حوالي 6,736.51 كـم2 (2,600.98 ميل2), و نسبة الكثافة السكانية التي قدرت بـ 68.7/كم2 (178/ميل2).

## بلديات المقاطعة
| البلدة          | التعداد السكاني (2004) | المساحة (km2) | المساحة (sq mi) | الموقع | الملاحظات      |
| --------------- | ---------------------- | ------------- | --------------- | ------ | -------------- |
| كابا غوان       | 67٬224                 | 597           | 231             |        |                |
| فومنتو          | 33٬528                 | 471           | 182             |        |                |
| خاتي بونيكو     | 42٬708                 | 765           | 295             |        |                |
| لاسيربي         | 16٬937                 | 1,035         | 400             |        |                |
| سانكتي سبيريتوس | 133٬843                | 1,151         | 444             |        | عاصمة المقاطعة |
| تاغواسكو        | 36٬365                 | 518           | 200             |        |                |
| ترينيداد        | 73٬466                 | 1,155         | 446             |        |                |
| ياغوا جيه       | 58٬938                 | 1,032         | 398             |        |                |

المصدر: احصائيات عدد السكان في عام 2004م . والمساحة للبلديات هي من إحصائية عام 1976م .